# Mendelian Inheritance in Man
El projecte Mendelian Inheritance in Man (Herència Mendeliana en els Humans) és una base de dades que cataloga totes les malalties conegudes amb un component genètic, i - quan sigui possible - enllaços als gens rellevants del genoma humà.

## Versions
Es troba disponible en un llibre que pren el nom del projecte i que actualment es troba en la dotzena edició. La versió coneguda, però és la que es troba en línia i que s'anomena Online Mendelian Inheritance in Man™ o OMIM™, a la que es pot accedir a través del cercador Entrez de la base de dades de la Llibreria Nacional de Medicina.

## Procés de recol·lecció de dades
La informació d'aquesta base de dades és recollida i processada sota el lideratge del Dr. Victor A. McKusick a la Universitat Johns Hopkins, assistit per un equip d'escriptors i editors en ciència. En la base de dades s'hi introdueixen els articles interessants, revisats i discutits sobre les diferents malalties.

## El codi de MIM
Cada malaltia i gen rep l'assignació d'un número de sis dígits dels que el primer número classifica el mètode d'herència.
Si el dígit inicial és 1 significa que és un tret autosòmic dominant si és 2 que és autosòmic recessiu, i així fins al 6. Des de la dotzena edició del MIM el número és donat entre parèntesis quadrats posant si cal un asterisc (els asteriscs indiquen que el tipus d'herència és conegut; un coixinet (#) abans del número indica que el fenotip pot ser causat per mutació en qualsevol de 2 o més gens) p. ex., la malaltia de Pelizaeus-Merzbacher [MIM*169500] és un trastorn mendelià autosòmic recessiu ben establert.
| Primer dígit | Rang dels codis del MIM | Mètode d'herència                                                          |
| 1            | 100000-199999           | Loci o fenotips autosòmics dominants (creat abans del 15 de maig del 1994) |
| 2            | 200000-299999           | Loci o fenotips autosòmics recessius (creat abans del 15 de maig del 1994) |
| 3            | 300000-399999           | Loci o fenotips lligats al cromosoma X                                     |
| 4            | 400000-499999           | Loci o fenotips lligats al cromosoma Y                                     |
| 5            | 500000-599999           | Loci o fenotips mitochondrials                                             |
| 6            | 600000-                 | Loci o fenotips autosòmic (creat després del 15 de maig del 1994)          |